# David Palffy
Pour les articles homonymes, voir Pálffy.
David Palffy est un acteur canadien d'origine hongroise, connu pour les rôles des Goa'uld Sokar et Anubis dans les saisons 3, 5, 6, 7 et 8 de Stargate SG-1.
Il a fait d'autres apparitions dans des séries de science-fiction tels que X-files, First Wave, Blade : La série et Andromeda.

## Vie privée
Il a un fils, David né en 1999, d'une précédente relation.
Il est marié depuis le 8 janvier 2005 avec l'actrice canadienne Erica Durance.
Son épouse accouche d'un garçon en février 2015, Lochlan William Palffy. Son deuxième fils, Liam Jeffrey Palffy, nait en décembre 2016.

## Filmographie

### Cinéma
- 2001 : L.A.P.D. : Protéger et servir d'Ed Anders : Officier Falco

### Télévision
- 1999 - 2005 : Stargate SG-1 : Sokar/Anubis
- 2003 : Piège en forêt (Firefight) de Paul Ziller
- 2004 : Prémonitions (Premonition) de Jonas Quastel
- 2005 : Amour et Préméditation (Criminal Intent) de George Erschbamer
- 2009 : Petits meurtres entre voisins (The Building) de Terry Ingram
- 2009 : La Créature de Sherwood (Beyond Sherwood Forest) de Peter DeLuise
- 2013 : Mortelle performance (Fatal Performance) de George Erschbamer